# كأس فرنسا 1978–79
كأس فرنسا 1978–79 (بالفرنسية: Coupe de France de football 1978-1979)‏ هو الموسم 62 من كأس فرنسا. أشرف على تنظيمه اتحاد فرنسا لكرة القدم، وفاز فيه نادي نانت.